# لک‌لک‌های نوک‌زرد
لک‌لک‌های نوک‌زرد یا لک‌لک‌های گرمسیری (نام علمی: Mycteria) نام یک سرده از تیره لک‌لکان است.